# Sequenza ripetuta di DNA
Con il termine di sequenza ripetuta (o ripetitiva) di DNA ci si può riferire a due grandi classi di sequenze ripetitive di DNA non codificante:
- ripetizioni in tandem:
  - DNA satellite,
  - Dna minisatellite,
  - Dna microsatellite (o short tandem repeats);
- ripetizioni intersperse:
  - SINEs (Short INterspersed Elements),
  - LINEs (Long INterspersed Elements).
  - LTR
  - trasposoni a DNA

La maggior parte dei LINEs sono LINE-1, mentre la maggior parte dei SINEs sono sequenze ALU.